# Macronemus rufescens
Macronemus rufescens là một loài bọ cánh cứng trong họ Cerambycidae.